# Radial Hernández
Radial Hernández est une ville portuaire de l'Uruguay située dans le département de Colonia. Sa population est de 288 habitants.

## Infrastructure
La ville est reliée par la route 21.

## Population
| Année | Population |
| ----- | ---------- |
| 1963  | -          |
| 1975  | –          |
| 1985  | –          |
| 1996  | –          |
| 2004  | 288        |

Référence,: